# Louis Jones
Louis Woodard Jones dit Lou Jones (né le 15 janvier 1932 à Nouvelle-Rochelle et décédé le 3 février 2006) était un athlète américain spécialiste du 400 mètres. Il fut détenteur du record du monde de la discipline et remporta le titre olympique en 1956 au relais 4 × 400 mètres.

## Biographie
Étudiant au Manhattan College, Lou Jones joue au football américain. Remarqué par un coach, il réussit 47 s 7 pour son premier quart de mile et se consacre désormais à l'athlétisme. En 1954 il termine 2e au championnat AAU, battu de peu par Jim Lea. Il entre ensuite dans l'armée et continue à s'entraîner.
Le 18 mars 1955, lors des deuxièmes Jeux panaméricains, dans une course d'anthologie, il bat Lea et profite de l'altitude du site de Mexico pour battre le record du monde du 400 mètres de 4/10, dans le temps de 45 s 4.
Le 30 juin 1956, lors des sélections olympiques américaines d'athlétisme, Jones placé au couloir extérieur, abaisse son record du monde de 2/10 pour le porter à 45 s 2, contre 45 s 7 pour Jim Lea.
Quatre mois plus tard, en finale olympique à Melbourne, Lou Jones parti trop vite se fait remonter dans les 50 derniers mètres et ne termine que 5e.
En deuxième position du relais américain 4 × 400 m, il devient champion olympique en compagnie de Charles Jenkins, Tom Courtney et Jesse Mashburn.

## Palmarès
| Date | Compétition        | Lieu      | Résultat | Épreuve   |
| ---- | ------------------ | --------- | -------- | --------- |
| 1955 | Jeux panaméricains | Mexico    | 1er      | 400 m     |
| 1955 | Jeux panaméricains | Mexico    | 1er      | 4 × 400 m |
| 1956 | Jeux olympiques    | Melbourne | 5e       | 400 m     |
| 1956 | Jeux olympiques    | Melbourne | 1er      | 4 × 400 m |